# درة ماهيني (سررود الجنوبي)
درة ماهیني (بالفارسية: دره ماهینی) هي قرية تقع في إيران في قسم سررود الجنوبي الريفي. يقدر عدد سكانها بـ 27 نسمة بحسب إحصاء 2016.